# Richtlinie 2014/31/EU über nichtselbsttätige Waagen
Die Richtlinie 2014/31/EU des Europäischen Parlaments und des Rates vom 26. Februar 2014 zur Angleichung der Rechtsvorschriften der Mitgliedstaaten betreffend die Bereitstellung nichtselbsttätiger Waagen auf dem Markt, (englisch: Non-automatic weighing instruments directive (NAWID)) regelt das Inverkehrbringen von nichtselbsttätigen Waagen in die EU. Unter diese Richtlinie fallen alle nichtselbsttätigen Waagen, die beim Inverkehrbringen oder der Inbetriebnahme neu auf den EU-Markt gelangen, d. h. es handelt sich um neue, von einem in der EU niedergelassenen Hersteller erzeugte Waagen oder aus einem Nicht-EU-Land eingeführte neue oder gebrauchte Waagen. Die Richtlinie gilt für alle Absatzarten von Waagen, inklusive Versandhandel. Die Waagenrichtlinie ist, wie alle europäischen Richtlinien, an die Mitgliedsstaaten gerichtet und sie muss daher von den einzelnen Mitgliedstaaten in nationales Recht umgesetzt werden.
In Deutschland erfolgt dies mit dem Ersten Gesetz zur Änderung des Mess- und Eichgesetzes (Bundesgesetzblatt Teil 1 (BGB 1); ABl.-Nummer: 17; Datum der Veröffentlichung: 18. April 2016; Seite: 718–719).
In Österreich erfolgt es durch das Bundesgesetz, mit dem das Maß- und Eichgesetz geändert wird (Bundesgesetzblatt für die Republik Österreich (BGBl.); ABl.-Nummer: I Nr. 72/2017; Datum der Veröffentlichung: 19. Juni 2017).
Die Richtlinie bringt die Gesetzgebung innerhalb der EU, bezüglich der nichtselbsttägigen Waagen, in Einklang mit dem Neuen Konzept für die Produktkonformität in der Europäischen Union.
Die Richtlinie ist eine Neufassung der Richtlinie 2009/23/EG und hebt diese auf. Sie folgt demselben Ansatz wie die Richtlinie 2014/32/EU (Messgeräterichtlinie) unter die auch selbsttätige Waagen fallen. Die Umsetzung dieser Richtlinien erfolgt in enger Zusammenarbeit mit WELMEC (European Cooperation in Legal Metrology), die als Plattform für die Zusammenarbeit zwischen 31 europäischen Länderbehörden dient.
Bei der Evaluierung wurde die Richtlinie 2016 berichtigt. Bei weiterer Evaluierung der Richtlinie innerhalb der EU-Staaten, wurde 2021 eine europäische Metrologie-Initiative beruhend auf Artikel 185 AEUV vorgeschlagen. Dies erfolgte durch einen Vorschlag zum Beschluss.

## Ziele
Die Ziele der Richtlinie sind:
- Festlegung wesentlicher Anforderungen, die die nichtselbsttätigen Waagen erfüllen müssen;
- Einführung einfacherer, klarerer und schlüssigerer Vorschriften, wodurch Rückverfolgbarkeit gewährleistet wird;
- Verringerung des Verwaltungsaufwands für Hersteller, Einführer und Händler;
- Sicherstellung des freien Verkehrs von Geräten innerhalb der EU, welche die wesentlichen Anforderungen erfüllen;
- konforme und genauere nichtselbsttätige Waagen auf dem EU-Markt und ein höheres Maß an öffentlichem Vertrauen in solche Geräte;
- weniger nichtkonforme Geräte und Wettbewerbsverzerrungen auf dem Markt aufgrund von unterschiedlichen Durchsetzungsverfahren;
- Schutz der Öffentlichkeit vor falschen Messungen;
- größerer Raum für technologische Innovationen durch die Annahme eines modernen Regulierungsansatzes.

## Geltungsbereich
Unter die Richtlinie fallen alle nichtselbsttätige Waagen, die beim Inverkehrbringen oder der Inbetriebnahme neu auf den EU-Markt gelangen. Nichtselbsttätige Waagen sind laut Definition Waagen, die beim Wägen menschliches Eingreifen erfordern. Es werden die folgenden Kategorien des Gebrauchs nichtselbsttätiger Waagen zur Bestimmung des Gewichts unterschieden:
a) für Zwecke des geschäftlichen Verkehrs;

b) zur Berechnung einer Gebühr, eines Zolls, einer Abgabe, einer Zulage, einer Strafe, eines Entgelts, einer Entschädigung oder ähnlicher Zahlungen;

c) im Hinblick auf die Anwendung von Rechtsvorschriften und die Erstellung von Gutachten für gerichtliche Zwecke;

d) bei der Ausübung der Heilkunde beim Wiegen von Patienten aus Gründen der ärztlichen Überwachung, Untersuchung und Behandlung;

e) für die Herstellung von Arzneimitteln in Apotheken aufgrund ärztlicher Verschreibung und bei Analysen in medizinischen und pharmazeutischen Laboratorien;

f) für Zwecke des Direktverkaufs in öffentlichen Verkaufsstellen und bei der Herstellung von Fertigpackungen;

g) alle anderen als die unter Buchstaben a bis f genannten Verwendungsfälle.

Die „Wesentlichen Anforderungen“ und die angegebenen Konformitätsbewertungsverfahren beziehen sich nur auf die Kategorien a bis f, nicht jedoch auf die Kategorie g.

## Pflichten der Hersteller, Einführer und Händler

### Hersteller müssen sicherstellen
- dass alle in der EU zum Kauf angebotenen nichtselbsttägen Waagen mit der Europäischen Konformitätskennzeichnung (CE) sowie der zusätzlichen Metrologie-Kennzeichnung (M) und den letzten beiden Ziffern des Jahres, in dem die Kennzeichnung angebracht wurde, und der Nummer(n) der akkreditierten notifizierten Stelle, die angeben, dass sie die wesentlichen Anforderungen, die in Anhang I der Richtlinie angeführt sind, erfüllen;
- sie einen Antrag auf EU-Baumusterprüfung bei einer einzigen notifizierten Stelle seiner Wahl einreichen, und das gemäß Anhang II der Richtlinie über Konformitätsbewertungsverfahren;
- sie eine Risiko- und Konformitätsbewertung durchführen und die technische Dokumentation für nichtselbsttäge Waagen ausarbeiten, bevor die CE- und M Kennzeichen angebracht werden (siehe Anhang III der Richtlinie);
- sie (und wenn sie einen Bevollmächtigten benennen) die technische Dokumentation und die EU-Konformitätserklärung (wie es in Anhang IV der Richtlinie festgelegt ist) für die Dauer von 10 Jahren ab dem Inverkehrbringen der nichtselbsttägen Waage aufbewahren;
- sie auf der nichtselbsttägen Waage ihren Namen, den eingetragenen Handelsnamen oder die eingetragene Handelsmarke sowie die Postanschrift angeben, unter der sie erreichbar sind, angeben, um die Rückverfolgbarkeit zu gewährleisten;
- sie für den Fall, dass sie glauben, dass die von ihnen auf dem Markt bereitgestellten nichtselbsttägen Waagen nicht den Anforderungen entsprechen, die erforderlichen Korrekturmaßnahmen ergreifen, um die Übereinstimmung herzustellen, sie zurücknehmen oder zurückrufen;
- die Betriebsanleitung und Informationen, die der nichtselbsttägen Waage beigefügt sind, in einer Sprache geschrieben sind, die von den Endverbrauchern leicht zu verstehen sind und dass sie, sowie alle Kennzeichnungen, klar, verständlich und deutlich sind.[9]

„Der Hersteller bringt an jedem Gerät, das die anwendbaren Anforderungen dieser Richtlinie erfüllt, die CE-Kennzeichnung und die zusätzliche Metrologie-Kennzeichnung gemäß dieser Richtlinie und unter der Verantwortung der in Nummer 6.4 genannten notifizierten Stelle deren Kennnummer an.“

### Einführer müssen sicherstellen
- dass die von ihnen auf den Markt gebrachten nichtselbsttägen Waagen die grundlegenden Anforderungen erfüllen;
- die Hersteller Konformitätsbewertungsverfahren ordnungsgemäß durchgeführt haben und die Marktüberwachungsbehörde informieren, wenn sie der Auffassung sind, dass die nichtselbsttägen Waagen nicht den grundlegenden Anforderungen entsprechen;
- sie auf der nichtselbsttägen Waage den Namen, den eingetragenen Handelsnamen oder die eingetragene Handelsmarke sowie die Postanschrift angeben, unter der sie erreichbar sind;
- die Kennzeichnung der nichtselbsttägen Waagen und die von den Herstellern erarbeitete Dokumentation den zuständigen Stellen zur Einsichtnahme verfügbar sind.[10]

### Händler müssen sicherstellen
- dass sie überprüfen, ob das Gerät mit der CE-Kennzeichnung und der zusätzlichen Metrologie-Kennzeichnung versehen ist, ob ihr die erforderlichen Unterlagen sowie die Betriebsanleitung und die Informationen in einer Sprache beigefügt sind, die von den Endnutzern in dem Mitgliedstaat, in dem das Gerät auf dem Markt bereitgestellt werden soll, leicht verstanden werden kann;
- Die nichtselbsttägen Waagen in ihrer Verantwortung, die Bedingungen ihrer Lagerung oder ihres Transports die Übereinstimmung der Geräte mit den wesentlichen Anforderungen nicht beeinträchtigen;
- sie für den Fall, dass sie glauben, dass die auf dem Markt bereitgestellten nichtselbsttägen Waagen nicht den Anforderungen entsprechen, die erforderlichen Korrekturmaßnahmen ergreifen, um die Übereinstimmung herzustellen, sie zurücknehmen oder zurückrufen.[11]

## Anforderungen an nichtselbttätige Waagen

### Wesentliche Anforderungen aus Anhang I
In Anhang I der Richtlinie sind die Grundlagen für nichtselbttätige Waagen festgelegt. So ist die Terminologie im Messwesen die der Internationalen Organisation für das gesetzliche Messwesen. Es gelten die gesetzlichen Masseneinheiten im Sinne der Richtlinie Richtlinie 80/181/EWG. Die Klassifizierung von Waagen, Genauigkeit und Genauigkeitsklassen sind festgelegt.

### Konformitätsverfahren aus Anhang II
Im Anhang II sind die Anforderungen für das Konformitätsverfahren gelistet. Hier werden die Anforderungen, nach Artikel 13 Konformitätsverfahren der vorliegenden Richtlinie, spezifiziert. So ist nur das Vorgehen nach Modul B, Modul D, Modul F oder Modul G, und der jeweiligen Untermodule, vorgesehen.

### Aufschriften und Symbole aus Anhang III
Anhang III regelt die Aufschriften und Symbole die auf nichtselbttätige Waagen enthalten sein müssen, zusätzlich zur CE-Kennzeichnung und dem Metrologiezeichen. Wie z. B. Name des Herstellers, eingetragener Handelsname, Genauigkeitsklasse, Höchstlast, Mindestlast, Eichwert, Typen-, Chargen- oder Seriennummer. Sie müssen so beschaffen sein, dass sich die Konformitätskennzeichnung und die Aufschriften nicht entfernen lassen, ohne beschädigt zu werden, und dass die Konformitätskennzeichnung und die Aufschriften bei normaler Gebrauchslage des Geräts sichtbar sind (siehe 1.2). Nichtselbttätige Waagen, die unter dem letzten Punkt in Geltungsbereich fallen müssen ein Symbol für die Verwendungsbeschränkung gemäß Artikel 18 erhalten.

### Konformitätserklärung nach Anhang IV
Anhang VI beschreibt die Maßgaben für die Konformitätserklärung. Wie:
- Gerätemodell/Gerät (Produkt-, Typen-, Chargen- oder Seriennummer)
- Name und Anschrift des Herstellers und gegebenenfalls seines Bevollmächtigten;
- Die alleinige Verantwortung für die Ausstellung dieser Konformitätserklärung trägt der Hersteller;
- Gegenstand der Erklärung (Bezeichnung des Geräts zwecks Rückverfolgbarkeit);
- Der oben beschriebene Gegenstand der Erklärung erfüllt die einschlägigen Harmonisierungsrechtsvorschriften der Union:
  - Angabe der einschlägigen harmonisierten Normen, die zugrunde gelegt wurden, oder Angabe der anderen technischen Spezifikationen, auf deren Grundlage die Konformität erklärt wird
- Die notifizierte Stelle … (Name, Kennnummer) … hat … (Beschreibung ihrer Maßnahme) … und folgende Bescheinigung ausgestellt:
- Zusatzangaben:
  - Unterzeichnet für und im Namen von:
  - (Ort und Datum der Ausstellung):
  - (Name, Funktion) (Unterschrift):
  - Anhang V und VI

### Anhang V und VI
Anhang V listet die Aufgehobenen Richtlinien mit ihren Änderung sowie die Fristen für die Umsetzung in nationales Recht.
Anhang VI ist eine Entsprechungstabelle der Aufgehobenen Richtlinie 2009/23 (EU). Hier werden die entsprechenden Artikel aus dieser Richtlinie den Artikeln aus der aufgehobenen Richtlinie gegenübergestellt.

## Unterstützungsorganisationen für das gesetzliche Messwesen
Die EU stimmt sich auf dem Gebiet zur weltweiten Harmonisierung von Messgeräten mit internationalen Organisationen ab. Diese sind: Die Europäische Vereinigung der nationalen Metrologieinstitute (EURAMET), Europäische Zusammenarbeit im gesetzlichen Messwesen (WELMEC) und die Internationale Organisation für das gesetzliche Messwesen (OIML).

### Normen
Zur Unterstützung und Weiterentwicklung der Harmonisierung haben die internationalen Normungsorganisationen ISO und IEC den ISO/IEC Guide 99 Internationales Wörterbuch der Metrologie - Grundlegende und allgemeine Konzepte und zugehörige Begriffe (VIM) herausgegeben. Für jedes Messgerät sind internationale, europäische oder nationale Normen erlassen. Für nichtselbsttätige Waagen sind ebenfalls mehrere Normen erlassen. Wie z. B. DIN 8128-1 Selbsttätige Waagen für Einzelwägungen - Teil 1: Metrologische und technische Anforderungen - Prüfung.
Die EU-Kommission hat den europäischen Normungsorganisation CEN und CELENEC, auf Grundlage der Vorgängerrichtlinie, den Auftrag erteilt, die europäische Normung an die Richtlinienlage anzupassen. Das Ergebnis ist in der europäischen Norm DIN EN 45501 Metrologische Aspekte der nichtselbsttätigen Waagen; Deutsche Fassung EN 45501:2015 veröffentlicht. Diese Norm wurde als namensgleiche DIN-Norm in das deutsche Normenwesen übernommen.